# Crematogaster tanakai
Crematogaster tanakai là một loài kiến, nó đã được phát hiện và mô tả bởi Hosoishi, S. & Ogata, K. năm 2009.